# Yoane Wissa
Yoane Wissa (ur. 3 września 1996 w Épinay-sous-Sénart) – kongijski piłkarz, występujący na pozycji napastnika w angielskim klubie Brentford oraz w reprezentacji Demokratycznej Republiki Konga. Półfinalista Pucharu Narodów Afryki 2023. Posiada również obywatelstwo francuskie. 
Wychowanek Épinay-sous-Sénart, w trakcie swojej kariery grał także w takich zespołach, jak Châteauroux, Angers, Laval, Ajaccio oraz Lorient.